# Samantha Beckinsale
Samantha Jane Beckinsale, född 23 juli 1966 i London i England, är en brittisk skådespelare som gjort många TV-roller. Hon är dotter till Richard Beckinsale och halvsyster med Kate Beckinsale. Hon är gift med skådespelaren Richard Trinder.